# Comuna Nîjnie Vîsoțke, Turka
Nîjnie Vîsoțke (în ucraineană Нижнє Висоцьке) este o comună în raionul Turka, regiunea Liov, Ucraina, formată din satele Iabluniv, Nîjnie Vîsoțke (reședința), Ropavske, Ștukoveț și Zaricicea.

## Demografie
Componența lingvistică a comunei Nîjnie Vîsoțke
     Ucraineană (100%)
Conform recensământului din 2001, toată populația comunei Nîjnie Vîsoțke era vorbitoare de ucraineană (100%).